# Amtsgericht Heiligenhafen
Das Amtsgericht Heiligenhafen war ein preußisches Amtsgericht mit Sitz in Heiligenhafen, Provinz Schleswig-Holstein.

## Geschichte
Mit der Annexion Schleswig-Holsteins wurden 1867 in der nunmehr preußischen Provinz die fünf Kreisgerichte Altona, Itzehoe, Kiel, Schleswig und Flensburg mit dem übergeordneten Appellationsgericht Kiel eingerichtet. Dem Kreisgericht Kiel waren 16 Amtsgerichte nachgeordnet, darunter das Amtsgericht Heiligenhafen.
Im Rahmen der Reichsjustizgesetze wurden die bestehenden Gerichte aufgehoben und einheitlich Amtsgerichte gebildet. Das Kreisgericht Kiel wurde aufgehoben und das Amtsgericht Heiligenhafen kam zum Sprengel des Landgerichts Kiel. Sein Gerichtsbezirk umfasste aus dem Kreis Oldenburg in Holstein den Stadtbezirk Heiligenhafen, die Gemeindebezirke Altgalendorf, Dazendorf, Giddendorf, Großenbrode, Heringsdorf, Kembs, Klötzin, Nanndorf, Neukirchen, Neuratjensdorf, Rellin, Sulsdorf, Sütel, Techelwitz und Teschendorf sowie die Gutsbezirke Augustenhof, Bollbrügge, Bürau, Gaartz, Godderstorf, Görtz, Johannisthal, Klaustorf, Löhrstorf, Rosenhof, Satjewitz, Seegalendorf, Siggen und Süssau.
In Folge der Weltwirtschaftskrise wurden 60 Amtsgerichte als Folge von Sparverordnungen aufgehoben. Mit der Verordnung über die Aufhebung von Amtsgerichten vom 30. Juli 1932 wurde das Amtsgericht Heiligenhafen zum 30. September 1932 aufgehoben und sein Sprengel dem Amtsgericht Oldenburg zugeordnet.